# Эйндховен (футбольный клуб)
ФК «Эйндховен» (нидерл. Football Club Eindhoven) — нидерландский футбольный клуб из одноимённого города. Чемпион Нидерландов 1954 года. Домашние матчи команда проводит на стадионе «Ян Лауэрс», его вместимость составляет 4,6 тысяч зрителей. 
В сезоне 2024/25 клуб занял 11-е место в Эрстедивизи — Первом дивизионе Нидерландов.
Главный тренер команды — Морис Верберн.

## История
Клуб был основан 16 ноября 1909 года под названием EVV Eindhoven. В 1954 году «Эйндховен» выиграл последний чемпионат Нидерландов перед введением профессионализма. До 1957 года был участником элитного дивизиона, затем команда вылетела в Первый дивизион. В 1969 году возвратился на 2 года. В 1975—1977 годах «Эйндховен» вновь находился в элите нидерландского футбола, а с 1977 года участвует лишь в Первом дивизионе.
До 2011 года команде дважды удавалось занимать пятое — наивысшее для себя — место в чемпионате. В сезоне 2011/12 «Эйндховен» занял третье место в Первом дивизионе, а в сезоне 2014/15 — второе место. Команда не смогла победить в плей-офф за место в элитном дивизионе и продолжила выступления во втором эшелоне нидерландского футбола.
Наиболее принципиальное противостояние у «Эйндховена» с клубом ПСВ, являющимся одним из самых сильнейших и титулованных клубов в стране. «Дерби города света» (нидерл. Lichtstad Derby) проходит под знаком религиозного противостояния — за ПСВ исторически болеют больше протестанты, в то время как «Эйндховен» — католический клуб.

## Достижения
Чемпион Нидерландов (1)1953/54
Обладатель Кубка Нидерландов (1)1936/37